# Lábatlan
Lábatlan je vas na Madžarskem, ki upravno spada pod podregijo Esztergomi Županije Komárom-Esztergom.